# ابراهیم دلدوم
ابراهیم دلدوم (عربی: إبراهيم عطا دلدوم؛ زادهٔ ۱۱ اوت ۱۹۹۱) بازیکن فوتبال اهل اردن است.
وی همچنین در تیم‌های ملی فوتبال زیر ۲۳ سال اردن و اردن بازی کرده است.